# Telamonia coeruleostriata
Telamonia coeruleostriata là một loài nhện trong họ Salticidae.
Loài này thuộc chi Telamonia. Telamonia coeruleostriata được Carl Ludwig Doleschall miêu tả năm 1859.